# Agrilus nemethi
Agrilus nemethi é uma espécie de inseto do género Agrilus, família Buprestidae, ordem Coleoptera.
Foi descrita cientificamente por Théry, em 1930.